# Elezioni generali in Lesotho del 2015
Le elezioni generali in Lesotho del 2015 si tennero il 28 febbraio per il rinnovo dell'Assemblea nazionale.

## Risultati
| Liste                                   | Voti    | %     | Seggi |
| --------------------------------------- | ------- | ----- | ----- |
| Congresso Democratico                   | 218 573 | 38,37 | 47    |
| Convenzione di Tutti i Basotho          | 215 022 | 37,75 | 46    |
| Congresso del Lesotho per la Democrazia | 56 467  | 9,91  | 12    |
| Partito Nazionale dei Basotho           | 31 508  | 5,53  | 7     |
| Fronte Popolare per la Democrazia       | 9 829   | 1,73  | 2     |
| Congresso Riformato del Lesotho         | 6 731   | 1,18  | 2     |
| Partito Indipendente Nazionale          | 5 404   | 0,95  | 1     |
| Partito della Libertà Marematlou        | 3 413   | 0,60  | 1     |
| Partito del Congresso del Basutoland    | 2 721   | 0,48  | 1     |
| Congresso del Popolo del Lesotho        | 1 951   | 0,34  | 1     |
| Altri                                   | 18 004  | 3,16  | –     |
| Totale                                  | 569 623 | 100   | 120   |